# Juventus Stadium
Juventus Stadium (av sponsorskäl även benämnd Allianz Stadium) är en fotbollsarena belägen i Turin i norra Italien och tillhör fotbollslaget Juventus.
Juventus Football Club S.p.A. blev den första fotbollsklubben i Italien som äger sin arena helt och hållet. Arenan är byggd på samma mark som Stadio delle Alpi en gång stod på. På den nya arenan har Juventus firat sju raka scudetti.